# Miloševo (Obilić)
Pour les articles homonymes, voir Miloševo.
Miloshevë en albanais et Miloševo en serbe latin (en serbe cyrillique : Милошево) est une localité du Kosovo située dans la commune/municipalité d'Obiliq/Obilić, district de Pristina (Kosovo) ou district de Kosovo (Serbie). Selon le recensement kosovar de 2011, elle compte 1 819 habitants.

## Démographie

### Évolution historique de la population dans la localité
| 1948 | 1953 | 1961 | 1971 | 1981  | 1991  | 2011  |
| ---- | ---- | ---- | ---- | ----- | ----- | ----- |
| 583  | 616  | 758  | 976  | 1 306 | 1 588 | 1 819 |

|  |

### Répartition de la population par nationalités (2011)
En 2011, les Albanais représentaient 92,25 % de la population.